# Davide Casarotto
Davide Casarotto (Vicenza, Vèneto, 19 de juliol de 1971) és un ciclista italià, que fou professional entre 1996 i 2003. En el seu palmarès destaquen algunes victòries d'etapa en curses d'una setmana i la Clàssica de Sabiñánigo del 2000. El 1997 acabà en cinquena posició final a la París-Roubaix i al Tour de Flandes.

## Palmarès
- 1995
  - 1r al Giro d'Oro
  - 1r a la Vicenza-Bionde
- 1996
  - 1r al Gran Premi della Liberazione
- 1997
  - Vencedor d'una etapa a la Tirrena-Adriàtica
- 2000
  - 1r a la Clàssica de Sabiñánigo
  - Vencedor d'una etapa a la Volta a Alemanya
- 2001
  - 1r al Gran Premi de Rennes
  - Vencedor d'una etapa a la Volta a Aragó
- 2002
  - Vencedor d'una etapa a la Volta a Baviera

### Resultats al Tour de França
- 2002. 149è de la classificació general

### Resultats al Giro d'Itàlia
- 1996. 65è de la classificació general
- 1998. Fora de control (17a etapa)
- 1999. Abandona (14a etapa)
- 2001. 96è de la classificació general

### Resultats a la Volta a Espanya
- 1997. 108è de la classificació general
- 2001. Abandona (10a etapa)